# Long Sutton (Hampshire)
Long Sutton es una parroquia civil y un pueblo del distrito de Hart, en el condado de Hampshire (Inglaterra).

## Geografía
Según la Oficina Nacional de Estadística británica, Long Sutton tiene una superficie de 9,46 km².

## Demografía
Según el censo de 2001, Long Sutton tenía 535 habitantes (50,28% varones, 49,72% mujeres) y una densidad de población de 56,55 hab/km². El 27,48% eran menores de 16 años, el 70,47% tenían entre 16 y 74 y el 2,06% eran mayores de 74. La media de edad era de 33,46 años. Del total de habitantes con 16 o más años, el 27,32% estaban solteros, el 66,24% casados y el 6,44% divorciados o viudos.
El 90,09% de los habitantes eran originarios del Reino Unido. El resto de países europeos englobaban al 3,18% de la población, mientras que el 6,73% había nacido en cualquier otro lugar. Según su grupo étnico, el 97,58% eran blancos, el 0,56% mestizos, el 0,74% asiáticos, el 0,56% chinos y el 0,56% de cualquier otro salvo negros. El cristianismo era profesado por el 76,97%, el sijismo por el 0,75% y cualquier otra religión, salvo el budismo, el hinduismo, el judaísmo y el islam, por el 0,75%. El 14,79% no eran religiosos y el 6,74% no marcaron ninguna opción en el censo.
261 habitantes eran económicamente activos, 255 de ellos (97,7%) empleados y 6 (2,3%) desempleados. Había 167 hogares con residentes, 3 vacíos y 3 eran alojamientos vacacionales o segundas residencias.